# Tisícročná včela
Tisícročná včela (v angličtině The Millennial Bee) je československý film z roku 1983, který natočil podle stejnojmenného románu Petra Jaroše režisér Juraj Jakubisko. Kromě filmové verze byla natočena i čtyřdílná televizní minisérie. Snímek sleduje osudy tří generací slovenského zednického rodu Pichandů na pozadí dějinných událostí na přelomu 19. a 20. století, které ovlivňují jejich životy. Oslavuje lidovou moudrost a vynalézavost, které umožňují obyčejným lidem důstojně přežít i ta nejstrašnější historická období, jako byla první světová válka. Včela jako symbol představuje odkaz na vytrvalost, pracovitost a kontinuitu generací.
Film získal ocenění a pozitivní ohlasy na domácí i zahraniční scéně. Byl vybrán jako československý příspěvek do soutěže o nejlepší cizojazyčný film na 57. ročníku udílení Oscarů, ale mezi nominované nebyl přijat. Kritici ocenili výkony herců, především Jozefa Kronera, poetický jazyk filmu a hudbu Petra Hapky.

## Děj
Film sleduje život tří generací zednického rodu Pichandů na malé slovenské vesnici v časovém úseku třiceti let (1887–1917). Na počátku 20. století předal farmář, včelař a sezónní zedník Martin Pichanda před smrtí svým dvěma synům a dceři svéráznou moudrost o světě. Všude, i v tom nejvšednějším a nejubožejším životě je třeba hledat si svou svobodu a smysl života. Takové poselství zaznívalo v totalitní realitě počátku osmdesátých let zvlášť výmluvně.
Poté se tři sourozenci a jejich potomci vydávají na rozdílné cesty, i když stále žijí blízko sebe. Kristína je rozpolcená mezi svým manželem a starou láskou a když ovdoví, začne žít v trojici se svým milencem a jeho ženou a následně porodí dítě pro všechny tři. Valentín se stane úspěšným právníkem, což jeho prokomunistický bratr Samuel, který je mlynářem, vnímá s nelibostí a podezřením. Rozkol mezi oběma bratry se prohlubuje, když se bohatší Valentín odmítne vzdát svého podílu na dědictví. Jak ubíhají desetiletí a generace, etnické a sociální napětí v rodné zemi Pichandů uvnitř Habsburské říše se prohlubuje. Samuel ztrácí svého nejstaršího syna při policejním zásahu proti levicovým demonstrantům a následně během první světové války i druhého syna a talentovaného malíře. V důsledku toho se obrací k terorismu, což má dalekosáhlé důsledky pro něj samotného i pro ostatní.

## Úspěch u kritiky i diváků
V Československu snímek zaznamenal bezprecedentní úspěch. Tržby ze vstupenek na Slovensku v roce 1983 daleko předčily všechny ostatní československé filmy. Snímek se na Slovensku stal pátým nejvýdělečnějším filmem ze všech československých filmů natočených během posledních dvou desetiletí komunismu. V anketě slovenských a českých filmových kritiků a akademiků, která se konala více než deset let po uvedení filmu, se umístil v první pětce slovenských a v první pětadvacítce československých filmů všech dob. Ještě v roce 2002 Slováci Jakubiskův film stále považovali za svou nejoblíbenější domácí produkci všech dob.

## Obsazení
| Herec               | Role            |
| ------------------- | --------------- |
| Jozef Kroner        | Martin Pichanda |
| Štefan Kvietik      | Samo            |
| Michal Dočolomanský | Valent          |
| Jana Janovská       | Růžena          |
| Eva Jakoubková      | Kristína        |
| Ivana Valešová      | Mária           |
| Pavol Mikulík       | Julo            |
| Igor Čillík         | Švanda          |
| Jiří Císler         | Belányi         |

## Ocenění
Na 40. MFF v Benátkách v roce 1983 získal snímek nestatutární cenu La Fenice.